# Kenneth Wollitz
Kenneth Neal (Ken) Wollitz (Spokane (Washington), 4 oktober 1932 – Tacoma, 12 april 2019) was een Amerikaans blokfluitbespeler.
Hij kreeg zijn opleiding aan de Universiteit van Californië - Berkeley. Voor een verdere studie week hij in het kader van het Fulbright-programma uit naar Nederland en nam les bij Kees Otten en Frans Brüggen. Hij woonde enige tijd in Amsterdam. Hij maakte slechts kort deel uit van Ottens ensemble Syntagma Musicum (vermoedelijk alleen in de oprichtingsfase). Wollitz keerde namelijk terug naar de Verenigde Staten om daar deel uit te maken van ensembles als "New York Pro Musica Renaissance Band" onder leiding van Noah Greenberg en "The Nonesuch Consort" van Joshua Rifkin. Daarnaast begon hij met lesgeven door het hele land, maar werkte ook aan uitbreiding van het repertoire door onderzoek te doen naar vroeg Amerikaanse muziek en het propageren van Italiaanse barokmuziek. Hij was daarin ook actief op bestuurlijk vlak; hij was tussen 1968 en 1975 voorzitter van de American Recorder Society. Hij bouwde het om van een vereniging gedreven door vrijwilligers tot een vereniging met een professionele staf. In 2009 werd hij door die Society geëerd met de Distinguished Achievement Award, tijdens een festival gewijd aan vroege muziek in Boston. 
Naast actief uitvoerend musicus schreef hij tevens voor American Recorder, waar hij ook op bestuurlijk vlak actief was. 
De laatste jaren bracht hij, East Village en New York achter zich latend door bij zijn broer Charles Wollitz en schoonzus Debra Goodrich in Tacoma. Hij kon toen nog maar nauwelijks zien, getroffen door een oprukkende blindheid.
Wollitz laat het gezaghebbende The Recorder Book na. Dat werd in 1982 voor het eerst uitgegeven door Alfred A. Knopf, maar kreeg regelmatig herdrukken.
- Gemeinsame Normdatei: 124105259X
- International Standard Name Identifier: 0000 0000 6757 1271
- Library of Congress Control Number: n91036551
- Nationale bibliotheek van Australië: 36212848
- Nationale Bibliotheek van Israël: 987007408294405171
- Nederlandse Thesaurus van Auteursnamen: 105070866
- Système universitaire de documentation: 184448123
- Trove: 1230369
- Virtual International Authority File: 77954198
- WorldCat: E39PCjxWTxHPKMkPMTbYwtcmwK